# Instytut Liszta w Warszawie

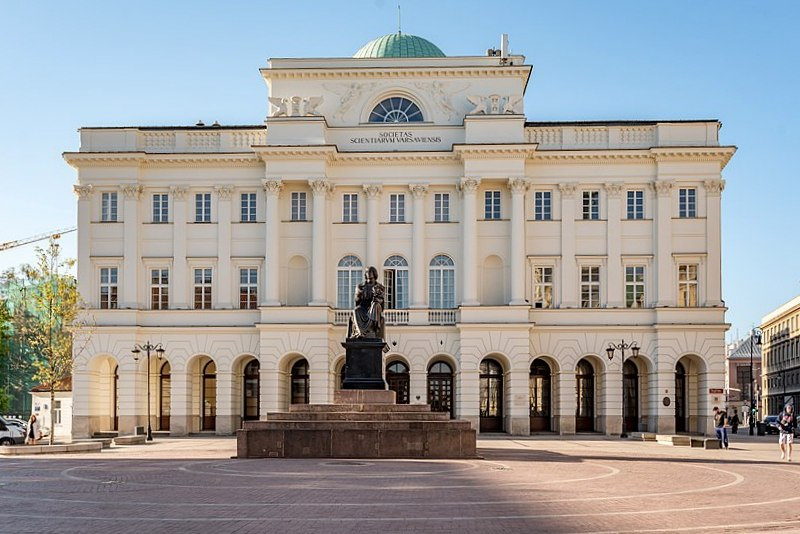
Była siedziba Węgierskiego Instytutu Kultury w Pałacu Staszica przy ul. Nowy Świat 72–74 (1935–1939)

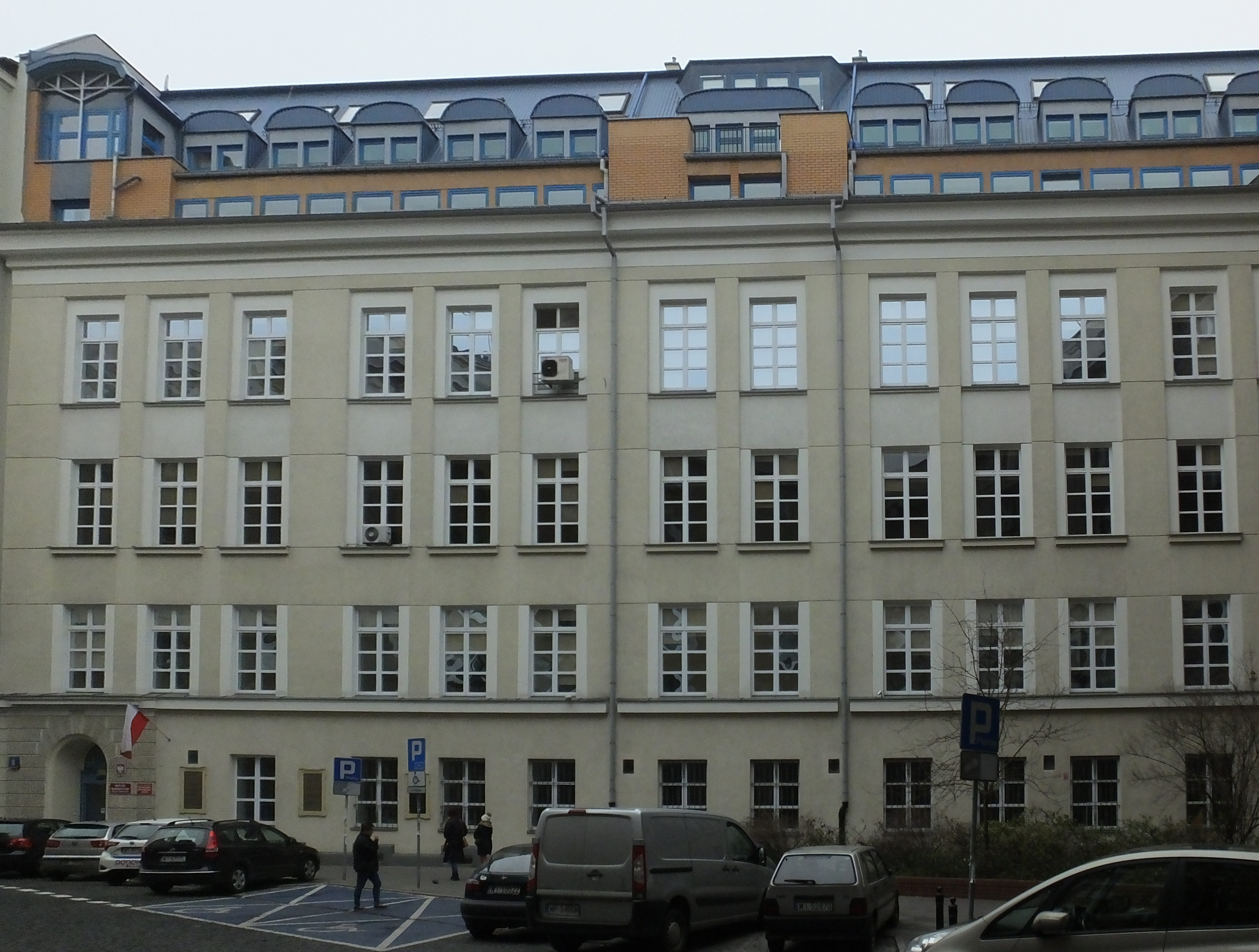
Była siedziba Węgierskiego Instytutu Kultury przy ul. Śniadeckich 8 (1950)

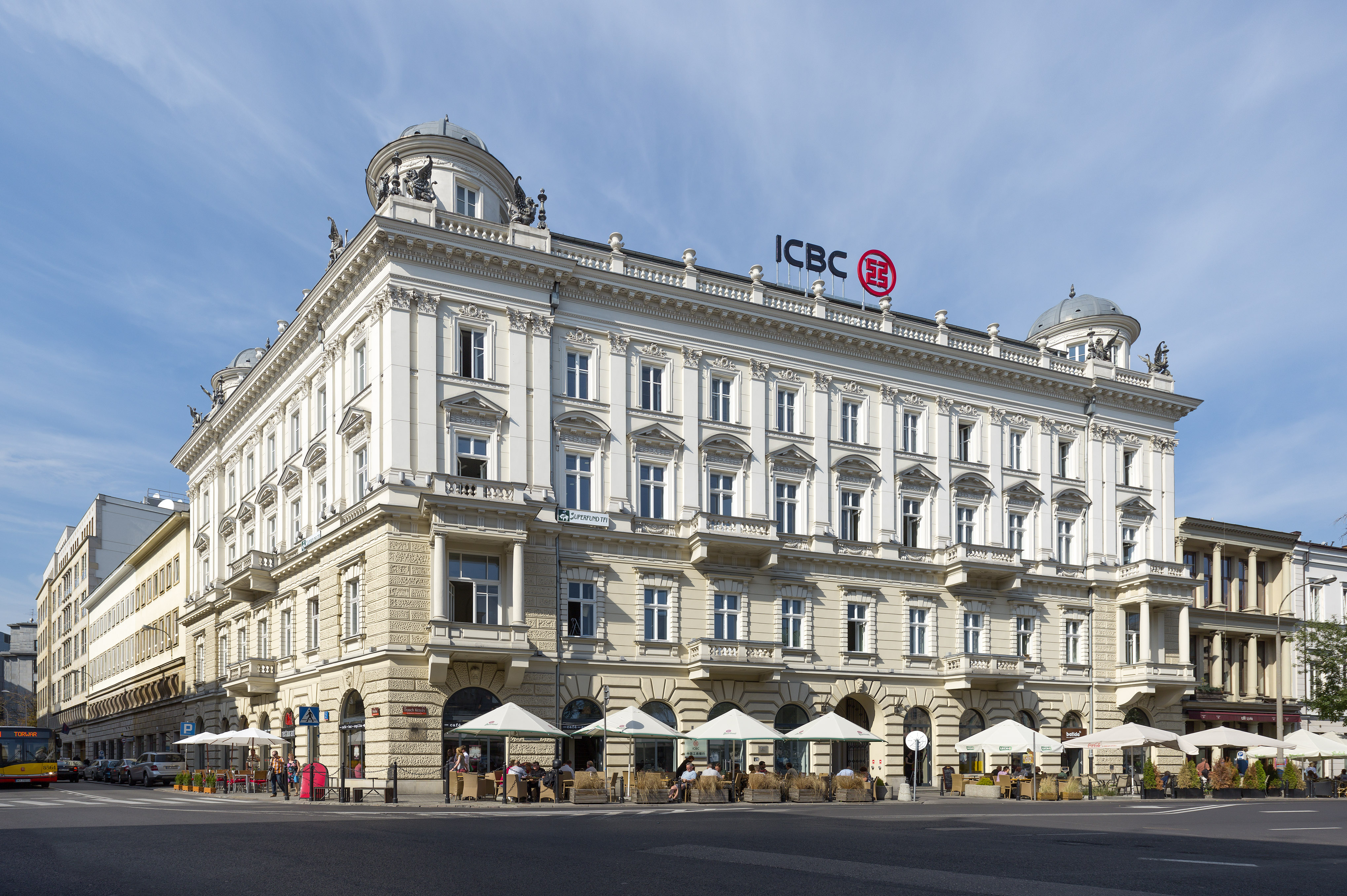
Była siedziba Węgierskiego Instytutu Kultury w kamienicy Pod Gryfami przy pl. Trzech Krzyży 18 (1955)

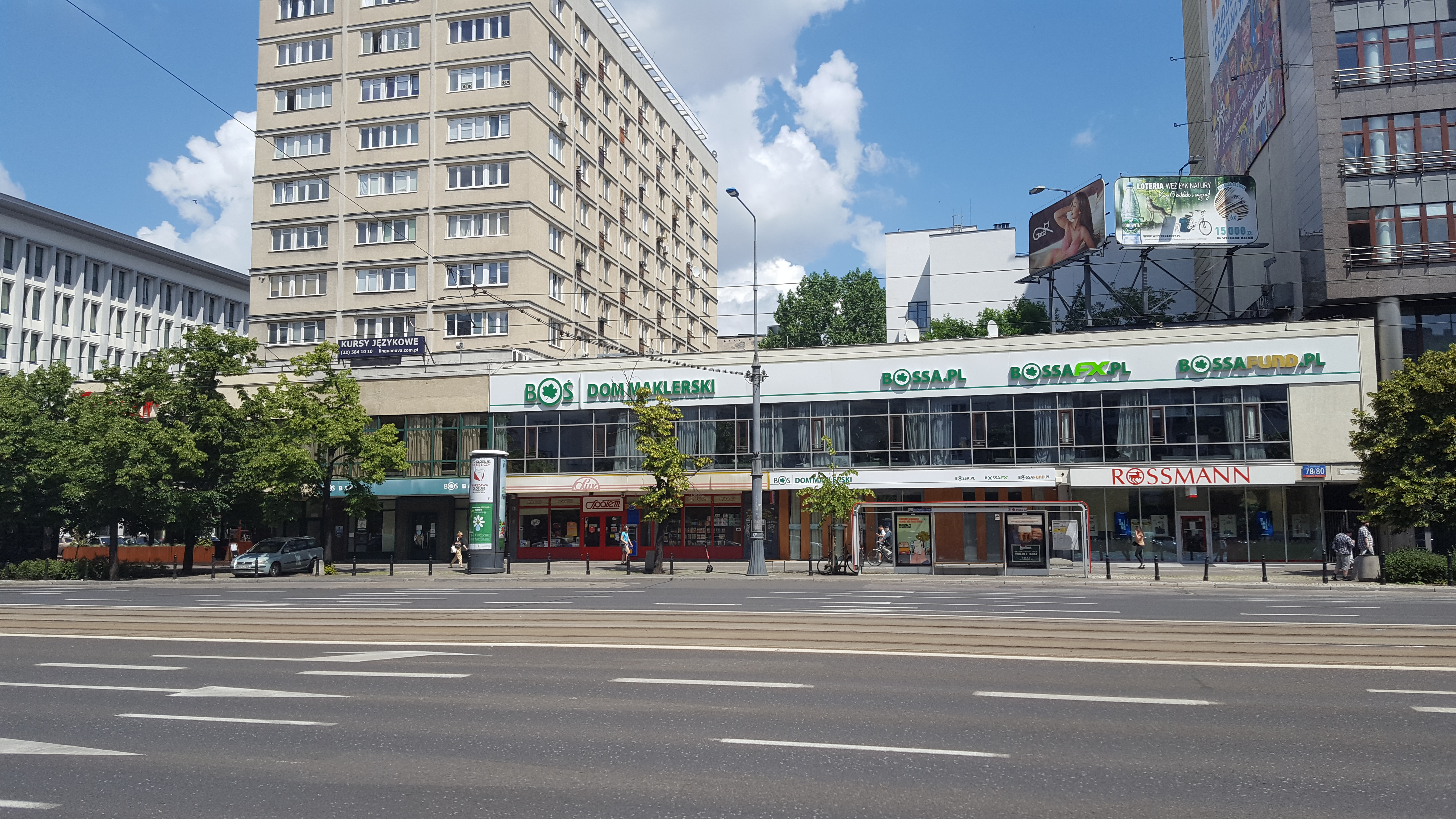
Była siedziba Węgierskiego Instytutu Kultury przy ul. Marszałkowskiej 80 (1972–2009)

Instytut Liszta. Węgierskie Centrum Kultury w Warszawie (węg. Liszt Intézet. Magyar Kulturális Központ Varsó) – węgierska placówka kulturalna w Polsce. Jest jednym z najstarszych zagranicznych instytutów kultury w Polsce, działającym od 1935, i do dziś posiada szczególny status w polskim życiu kulturalnym i publicznym, o czym świadczą liczne kontakty z najważniejszymi osobistościami polskiego życia kulturalnego i artystycznego.

## Misja Węgierskiego Instytutu Kultury / Instytutu Liszta
Zadaniem Instytutu jest upowszechnianie węgierskiej kultury, nauki i sztuki, wiedzy o historii Węgier, propagowanie węgierskiego dziedzictwa narodowego na terenie całej Rzeczypospolitej Polskiej, promocja kraju i dbanie o wizerunek narodu węgierskiego, do którego należy też zaliczyć węgierskie mniejszości w krajach sąsiednich. Instytut próbował i próbuje dać jak najpełniejszy obraz węgierskiego dorobku kultury: od tańca, poprzez kulturę wina aż po nauki społeczne. Pielęgnuje bogatą tradycję przyjaźni i wspólnej historii polsko-węgierskiej. Promuje też współpracę w dziedzinie kultury, edukacji, nauki, sportu oraz sztuki między Republiką Węgierską a Rzecząpospolitą Polską. Ośrodek w Warszawie jest jednym z kilkunastu węgierskich ośrodków kultury na świecie, obok takich jak: Institut hongrois de Paris, Collegium Hungaricum Berlin, Magyar Kulturális Központ Moszkva i Hungarian Academy Rome.

## Działalność Instytutu
Instytut często inicjował i wspierał wydania cennych dzieł węgierskiej literatury, zorganizował wizytę w Polsce Ervina Lázára, Ádáma Bodora, Györgya Konráda, Pétera Esterházyego, Pétera Nádasa, noblisty Imre Kertésza oraz budował bliskie kontakty z polskimi literatami takimi jak Tadeusz Nowak, albo Bohdan Zadura. Instytut zawsze koncentrował się też na grupie tłumaczy węgierskich, którzy zazwyczaj blisko współpracowali z ekipą Instytutu.
W minionym pięćdziesięcioleciu aż 150 węgierskich sztuk teatralnych było pokazanych w Polsce. Bardzo silne kontakty rozwijały się w dziedzinie teatru: najważniejsze zespoły mogły dzięki Instytutowi zaprezentować się w Warszawie jak np. gościnny występ teatru im. Józsefa Katony w Teatrze Studio, albo liczne reżyseria gościnne węgierskie w polskich teatrach.
Prawie od początku z entuzjastycznym przyjęciem ze strony polskich widzów spotkało się węgierskie kino. Nie tylko liczna publiczność gromadziła się w sali kinowej, ale też elita polskiej branży filmowej była częstym gościem w WIK: Andrzej Wajda, Krzysztof Zanussi, Jerzy Kawalerowicz, Janusz Majewski itp. Polscy filmowcy często w Instytucie nawiązywali kontakty z najsławniejszymi węgierskimi reżyserami, od Miklósa Jancsó, przez Zoltána Huszárika, do Béli Tarr i Kornéla Mundruczó.
Instytut zawsze dążył do promocji muzyki węgierskiej w jak najszerszym rozumieniu, począwszy od licznych występów najważniejszych orkiestr symfonicznych oraz solistów (Dezső Ránki, Kwartet im. Bartóka, Zoltán Kocsis, Sándor Szokolay, Ádám Fischer) przez klasyków rockowych, jak zespół Omega, aż po lubianych przez Polaków twórców muzyki folkowej, jak np. kapeli Muzsikás albo Félix Lajkó. Wielki sukces odniosły organizowane przez Instytut koncerty zespołów takich jak Quimby, Kispál és a Borz, After Crying, albo Ghymes.
Pokazano nie tylko dorobek najlepszych klasycznych i współczesnych plastyków węgierskich (Győző Somogyi, Béla Kondor, Mihály Munkácsy), ale pracownicy Instytutu utrzymywali też żywe kontakty z przedstawicielami sztuk plastycznych w Polsce np. Józefem Szajną, co później zaowocowało wieloma wspólnymi przedsięwzięciami artystycznymi.
Instytut spełniał i pełni rolę łącznika w dziedzinie nauki i edukacji. Prowadzi lekcje w szkołach podstawowych i średnich najczęściej w ramach Dni Węgierskich, odczyty na uniwersytetach, a jego pracownicy często występują na konferencjach i sympozjach w całym kraju. Blisko współpracuje z najważniejszymi ośrodkami naukowymi. Szczególny nacisk kładzie na koordynację badań archiwalnych, opracowanie nieznanych dokumentów i wnoszenie ich do historiografii polsko-węgierskiej.
Instytut organizuje liczne przedsięwzięcia – wystawy, konferencje, odczyty, kursy języka węgierskiego. Placówka prowadzi również bibliotekę z czytelnią oraz obecnie w jego siedzibie znajduje się kawiarnia cafe.hu z najlepszymi daniami kuchni węgierskiej.

## Historia Instytutu
2 listopada 1935 z udziałem ministrów oświaty obu krajów dokonano uroczystego otwarcia Instytutu Węgierskiego w Warszawie (Varsoi Magyar Intézet) w Pałacu Staszica z 1823 (proj. Antonio Corazzi) przy ul. Nowy Świat 72 (z siedzibą do 1939). II wojna światowa przerwała funkcjonowanie placówki; dopiero w 1948 bramy Instytutu otworzyły się ponownie w ramach umowy międzypaństwowej. Początkowo mieścił się w b. budynku szkolnym z około 1902 (proj. Jan Fryderyk Heurich) przy ul. Śniadeckich 8 (1950), w kamienicy Pod Gryfami z 1886 (proj. Józef Huss) przy pl. Trzech Krzyży 18 (1955), potem przemieścił się do hotelu Saskiego z XVII w. przy ówczesnej ul. Żabiej 9 (1957) i pl. Dzierżyńskiego 1 (1958–1970).
W 1956 w geście solidarności z antykomunistycznym powstaniem na Węgrzech, Polacy głośno i jednoznacznie zademonstrowali współczucie i poparcie dla walczących Węgrów. Masowo przynosili dary do Instytutu i składali kwiaty pod wystawioną tam grafiką Franciszka Starowieyskiego „Płaczący gołąbek pokoju”. Tu zorganizowano też zbiórkę pieniędzy, a przed Instytutem studenci stawiali warty honorowej.
W 1972 powstała nowa siedziba przy ul. Marszałkowskiej 80, gdzie Instytut prawie przez cztery dekady prowadził swoją działalność. Na przełomie lat 80. i 90. Instytut był jednym z pierwszych, które otwierały swoje bramy przed Węgrami, którzy zostali przemilczeni w czasach reżimu komunistycznego. Zorganizowano wiele spotkań z węgierskimi i polskimi opozycjonistami (np. Sándor Csoóri, László Rajk, Jacek Kuroń, Adam Michnik). W Instytucie przedstawiono życie i dorobek prymasa Józsefa Mindszentyego, lub goszczono dowódcę największego budapeszteńskiego punktu oporu z 1956, Gergelya Pongrátza, który osobiście podziękował Polakom za ich solidarność. Również zaproszono do Instytutu Judith Gyenes, wdowę po Pálu Maléterze, ministrze obrony w 1956, straconym w czasie represji.
W 2009 Instytut przeprowadził się w nowe miejsce przy ul. Moniuszki 10. Z dniem 1 września 2021 zmieniono nazwę placówki na Instytut Liszta. Węgierskie Centrum Kultury w Warszawie (Liszt Intézet. Magyar Kulturális Központ Varsó).

## Dyrektorzy Instytutu
- prof. Adorján Divéky (1935–1939)
- prof. István Csapláros (1948–1955)
- Mieczysław Wiewiórski (1955–1960)
- Ferenc Varga (1961–1965)
- István Hidvégi (1970–1973)
- Dániel Hegedüs (1973–1979)
- László Peterdi Nagy (1979–1984)
- dr István Lagzi (1984–1988)
- doc. István D. Molnár (1988–1991)
- András Pályi (1991–1995)
- Pál Pap (1995–2001)
- Attila Szalai (2001–2005)
- István Gordon (2005–2010)
- dr János Tischler (2011–2020)
- dr hab. Gábor Lagzi (2020–2024)
- Gáspár Keresztes (od 2024)